# Palo, Leyte
Palo là một đô thị hạng 3 ở tỉnh Leyte, Philippines. Theo điều tra dân số năm 2000 của Philipin, đô thị này có dân số 47,982 người trong 9.272 hộ.

## Các đơn vị hành chính
Palo được chia ra 33 barangay.
| - Anahaway - Arado - Baras - Barayong - Cabarasan Daku - Cabarasan Guti - Campetik - Candahug - Cangumbang - Canhidoc - Capirawan | - Castilla - Cogon - San Joaquin - Gacao - Guindapunan - Libertad - Naga-naga - Pawing - Buri - Cavite East - Cavite West - Luntad | - Santa Cruz - Salvacion - San Agustin - San Antonio - San Isidro - San Jose - St. Michael - Tacuranga - Teraza - San Fernando |